# Karpfenrute
Karpfenruten (Grundruten) zum Grundangeln auf Karpfen sind meist 2-teilig und haben eine Länge von 330 bis 390 cm. Höherwertige Karpfenruten werden in der Regel aus kohlenstofffaserverstärktem Kunststoff hergestellt.
Es werden häufig keine Wurfgewichte angegeben, sondern nur eine Testkurve. Diese gibt an, welches Gewicht nötig ist, um die Rute zu einem Viertelkreis zu biegen. Die Einheit für das benötigte Gewicht wird in englischen Pfund (lb) angegeben. Die Testkurven erreichen Werte von ca. 1 1/2 lbs. bis 3,5 lbs. 
Umrechnungstabellen zwischen Testkurve und Wurfgewicht sind in vielen Fachgeschäften einsehbar. Grundsätzlich kann man sagen, je größer die zu fangenden Fische oder je weiter der Angelplatz entfernt liegt, desto
höher sollte die Testkurve gewählt werden.
Hochwertige, handgearbeitete Karpfenruten können Preise von 500,- € und mehr erreichen. Dies ist jedoch von der Qualität der verwendeten Kohlenstofffasern und den Rutenringen abhängig.